# Lola Artôt de Padilla
Lola Artôt de Padilla (Sèvres, 5 de octubre de 1876 o 1880 - Berlín, 12 de abril de 1933) fue una soprano franco-española, famosa en Alemania, donde cantó principalmente.
La soprano Lola Artot de Padilla, nacida Dolores Padilla, era hija de la soprano y mezzosoprano Désirée Artôt (1835-1907) y del barítono Mariano Padilla y Ramos (1843-1906). Sus padres casaron en 1868, cuando ella estaba formalmente prometida a  Piotr Ilich Chaikovski. Su madrina fue la cantante de ópera Pauline Viardot-García (1821-1910), maestra de canto de su madre. Lola exhibió su habilidad vocal a una edad temprana, pero no poseía el temperamento ardiente de su madre.
Su madre fue su única maestra de canto. Ella hizo su debut no oficial en París y su debut principal en el Hoftheater Wiesbaden, en 1902, en el papel principal de la ópera cómica Mignon de Ambroise Thomas. Desde 1905 hasta 1908, cantó en la Ópera Cómica de Berlín. En 1907, fue la primera en cantar la parte de Vreli en la ópera "A Village Romeo and Juliet" de Frederick Delius.
También fue la primera en cantar las óperas Turandot, de Ferruccio Busoni, y Der Rosenkavalier, de Richard Strauss (para Strauss, Lola fue la que mejor interpretó el papel de Octavian), la Compositora en Ariadna en Naxos de Strauss, y la hija del posadero en la ópera, Los hijos del rey de Engelbert Humperdinck (estrenada en Europa el 14 de enero de 1911).
Desde 1909 hasta 1927, trabajó en el Berliner Hofoper (Ópera Imperial). También actuó en otras ciudades de Alemania y en los Países Bajos, París, Escandinavia y Polonia. Famosa por sus papeles en las óperas  Las bodas de Figaro, Don Giovanni, La novia vendida, Werther, Un baile de máscaras, etc.
Después de dejar el escenario, continuó viviendo en Berlín, donde trabajó como profesora de canto. Entre sus alumnas estuvo Rosa Olitzka (1873-1949). Murió en Berlín, donde está inhumada, en 1933.